# Rafael Blanco Viel
Rafael Blanco Viel (Santiago de Chile, 1845 - Venezuela, 1918) fue un diplomático chileno.

## Biografía
Hijo del periodista Manuel Blanco Cuartín y Elisa Viel Toro Zambrano. Hermano del que fue senador y también ministro, Ventura Blanco Viel.
El 9 de enero de 1895 contrajo matrimonio con Elisa Viel Cabero y tuvieron 4 hijos.
Fue secretario de la Cámara de Diputados desde 1891 a 1906. Una generosa ley de compensación, dictada por ambas Cámaras del Congreso, le concedió el retiro.
En 1918 aceptó el cargo de ministro en Cuba y Venezuela, donde lo sorprendió la muerte, cuando comenzaba su representación diplomática.
Sus restos fueron repatriados y el 15 de mayo de 1919 se efectuaron sus funerales en Santiago de Chile.